# Robert von Peltzer
Robert Carl von Peltzer (* 4. Januarjul. / 16. Januar 1846greg. in Cramersmühlen bei Narva; † 17. November 1940 in Narva) war ein deutsch-estnischer Textilfabrikant. Er gehörte zu den Mitbegründern des Weinheimer Senioren-Convents.

## Leben
Robert Carl (von) Peltzer wurde als Sohn des aus dem Aachener Raum nach Estland, das damals zum russischen Zarenreich gehörte, ausgewanderten Tuchfabrikanten Napoléon Peltzer und der Katharina Mollenhauer (1820–1878) geboren. Geboren wurde er am 4. Januar und getauft am 9. April 1846 in Cramersmühlen bei Narva, wo auch seine Eltern lebten. Taufpaten waren der Textilfabrikant Carl Richard Heide und Emilie Schröder. Nach dem Besuch des Gymnasiums in Dresden studierte er ab dem Sommersemester 1863 an der Universität Zürich Chemie. Obwohl er Student an der Universität war, schloss er sich dem Corps Rhenania an der ETH Zürich an. Hier zählte er zu den Schlüsselpersonen der Gründung des Weinheimer Senioren-Convents. Im August 1865 verließ er Zürich, kehrte aber zum Sommersemester 1866 aus Stuttgart wieder an die Universität Zürich zurück, um dort am 21. Juni 1867 mit einer Dissertation zum Thema Über einige Substitutionsproducte der Paraoxybenzoesäure und Anissäure zum Dr. phil. promoviert zu werden.
Nach dem Studium trat er in Narva in die väterliche Tuchfabrik, die Narva-Tuchmanufaktur AG, ein, in der er die Produktionsleitung übernahm und später Mehrheitsaktionär wurde. Er baute einen Kanal vom Konsu-See zum Mustajogi-Fluss. Peltzer war der letzte Gutsherr von Gut Kurtna.  Über viele Jahre war er Französischer Konsul in Narva. Mit der Annexion Estlands durch die Sowjetunion ging das Unternehmen unter. 
Im November 2011 wurde bei Christie’s ein flämischer Wandteppich aus dem 17. Jahrhundert, der sich im Besitz der Familie Peltzer befunden hatte, versteigert.

## Auszeichnungen
- Am 4. Mai 1913, anlässlich des 50-jährigen Bestehens des Weinheimer Senioren-Convents, wurde Robert von Peltzer als Mitbegründer die silberne Denkmünze des WSC überreicht.
- 1919 ernannte ihn das Corps Rhenania ZAB zum Ehrenburschen.
- 1936, anlässlich seines 90. Geburtstages, wurde er mit dem Orden des Adlerkreuzes der Republik Estland ausgezeichnet.
- Wie sein Bruder Eduard war er in den Adelsstand erhoben worden.